# Druzhba (Mykúlyntsi)
Druzhba (ucraniano: Дру́жба) es un asentamiento de tipo urbano de Ucrania, constituido administrativamente como una pedanía del municipio de Mykúlyntsi en el raión de Ternópil de la óblast de Ternópil.
En 2017, el asentamiento tenía una población de 1907 habitantes.
Fue fundado en 1896 como un poblado ferroviario en la línea de ferrocarril de Ternópil a Kopýchyntsi. El pueblo se llamaba originalmente "Zelena", hasta que en 1963 la RSS de Ucrania le dio su actual topónimo. Adoptó el estatus de asentamiento de tipo urbano en 1986. Antes de integrarse en el municipio de Mykúlyntsi en 2020, Druzhba formaba un ayuntamiento sin pedanías en el raión de Terebovlia.
Se ubica en la periferia suroriental de la capital municipal Mykúlyntsi, extendiéndose de forma lineal a lo largo de la carretera M19, que lleva a la cercana ciudad de Terebovlia, ubicada unos 5 km al sureste. Al suroeste de Druzhba sale la carretera H18, que lleva a Búchach.